# Muhammara
Muhammara (Arabisch: محمرة) is een saus afkomstig uit de Syrische stad Aleppo. Tegenwoordig is het echter in de hele Arabische en Turkse keuken te vinden. In Turkije wordt het 'muhammere' of 'acuka' genoemd.
De belangrijkste ingrediënten van muhammara zijn gemalen walnoten en verse, gedroogde of geroosterde rode paprika’s. Daarnaast bevat het meestal granaatappelmelasse, broodkruim en olijfolie en soms ook nog kruiden als komijn, knoflook of munt. Muhammara wordt gegeten als broodbeleg op lavash of Turks brood en als smaakmaker bij vlees- en visgerechten.